# Liga de Balompié Mexicano 2023
El torneo 2023A fue la IV edición del campeonato de liga de la Liga de Balompié Mexicano. Tuvo fecha de inicio el 10 de febrero de 2023 y finalizó el 27 de mayo de 2023

## Cambios
- Se integran a la liga los equipos Cóndor FC,[2] EFIX Soccer Club.[3] y RED
- Carlos Briones dejó la presidencia de la Liga de Balompié Mexicano, en su lugar llega Isai Maldonado quien se desempeñaba como gerente deportivo de la misma.[4]
- Halcones de Querétaro se retiró de la Primera División de la LBM por la falta de recursos financieros y patrocinadores, por lo que se mantuvo únicamente al equipo de la Segunda División de Balompié Mexicano.[5]
- Toros México FC ascendió de la Segunda División de Balompié Mexicano.
- Cachorros FC dejó de pertenecer a la liga.

## Sistema de competición

### Campeonato de Liga
Se forman dos grupos de cinco equipos cada uno, se juegan a dos vueltas, dando un total de 8 partidos por equipo.
Califican dos equipos a las semifinales, mientras cuatro equipos se enfrentan en un repechaje, todo esto se define por una tabla general y no por grupos.
El sistema de puntos es ligeramente distinto al de las demás ligas: se otorgan tres puntos por victoria; un punto por empate, siempre y cuando se anoten goles en el partido; y cero puntos por derrota.

### Campeón de Campeones
Partido entre el campeón de Liga y Campeón de Copa de Balompié Mexicano 2022 Invierno

## Equipos participantes
| Equipo                    | Entrenador       | Ciudad                             | Estadio                  | Capacidad |
| ------------------------- | ---------------- | ---------------------------------- | ------------------------ | --------- |
| Chapulineros de Oaxaca    | Gerardo Martínez | San Jerónimo Tlacochahuaya, Oaxaca | Independiente MRCI       | 3 000     |
| Cóndor FC                 | Saúl Estorga     | Cuantinchan, Puebla                | El Cóndor                | P. D.     |
| EFIX Soccer Club          | Miguel Huerta    | Xalapa, Veracruz                   | USBI Xalapa              | 1 000     |
| Industriales de Naucalpan | Aarón Huesca     | Naucalpan, Estado de México        | Complejo Dos Ríos        | P. D.     |
| Inter Ixtapaluca          | Hugo Amaro       | Ixtapaluca, Estado de México       | La Antorcha              | 2 000     |
| Lobos MX                  | Julio Huerta     | Teoloyucan, Estado de México       | Deportivo Cartagena      | 500       |
| Mezcaleros de Oaxaca      | Javier Jiménez   | San Jerónimo Tlacochahuaya, Oaxaca | Independiente MRCI       | 3 000     |
| RED                       | Édgar Cruz       | Iztacalco, Ciudad de México        | Jesús Martínez "Palillo" | 5 000     |
| Neza Fútbol Club          | Mario Rodríguez  | Nezahualcóyotl, Estado de México   | Municipal Claudio Suárez | 4 000     |
| Toros México              | Luis Ramón Rocha | Cuautitlán, Estado de México       | Los Pinos                | 5 000     |

## Torneo regular
- Horarios en tiempo local.
- Calendario disponible en la

| Jornada 1 | Jornada 1 | Jornada 1       | Jornada 1                 | Jornada 1                 | Jornada 1                 | Jornada 1                 | Jornada 1                 | Jornada 1                 | Jornada 1 |
| Grupo 1   | Grupo 1   | Grupo 1         | Grupo 1                   | Grupo 1                   | Grupo 1                   | Grupo 1                   | Grupo 1                   | Grupo 1                   | Grupo 1   |
| Local     | Resultado | Visitante       | Estadio                   | Fecha                     | Hora                      |                           |                           |                           |           |
| --------- | --------- | --------------- | ------------------------- | ------------------------- | ------------------------- | ------------------------- | ------------------------- | ------------------------- | --------- |
| Neza FC   | 3 - 1     | Toros México FC | Claudio Suárez            | 10 de febrero             | 15:00                     |                           |                           |                           |           |
| Lobos MX  | 2 - 4     | RED             | Deportivo Cartagena       | 12 de febrero             | 13:00                     |                           |                           |                           |           |
| DESCANSO: | DESCANSO: | DESCANSO:       | Industriales de Naucalpan | Industriales de Naucalpan | Industriales de Naucalpan | Industriales de Naucalpan | Industriales de Naucalpan | Industriales de Naucalpan |           |

| Jornada 1            | Jornada 1 | Jornada 1           | Jornada 1                 | Jornada 1              | Jornada 1              | Jornada 1              | Jornada 1              | Jornada 1              | Jornada 1 |
| Grupo 2              | Grupo 2   | Grupo 2             | Grupo 2                   | Grupo 2                | Grupo 2                | Grupo 2                | Grupo 2                | Grupo 2                | Grupo 2   |
| Local                | Resultado | Visitante           | Estadio                   | Fecha                  | Hora                   |                        |                        |                        |           |
| -------------------- | --------- | ------------------- | ------------------------- | ---------------------- | ---------------------- | ---------------------- | ---------------------- | ---------------------- | --------- |
| Mezcaleros de Oaxaca | 0 - 3     | Inter Ixtapaluca FC | Independiente MRCI        | 10 de febrero          | 16:15                  |                        |                        |                        |           |
| Cóndor Fútbol Club   | 9 - 0     | EFIX Soccer Club    | Complejo Deportivo Cóndor | 12 de febrero          | 12:00                  |                        |                        |                        |           |
| DESCANSO:            | DESCANSO: | DESCANSO:           | Chapulineros de Oaxaca    | Chapulineros de Oaxaca | Chapulineros de Oaxaca | Chapulineros de Oaxaca | Chapulineros de Oaxaca | Chapulineros de Oaxaca |           |

| Jornada 2       | Jornada 2 | Jornada 2                 | Jornada 2      | Jornada 2     | Jornada 2 | Jornada 2 | Jornada 2 | Jornada 2 | Jornada 2 |
| Grupo 1         | Grupo 1   | Grupo 1                   | Grupo 1        | Grupo 1       | Grupo 1   | Grupo 1   | Grupo 1   | Grupo 1   | Grupo 1   |
| Local           | Resultado | Visitante                 | Estadio        | Fecha         | Hora      |           |           |           |           |
| --------------- | --------- | ------------------------- | -------------- | ------------- | --------- | --------- | --------- | --------- | --------- |
| Toros México FC | 1 - 0     | RED                       | Los Pinos      | 17 de febrero | 13:00     |           |           |           |           |
| Neza FC         | 3 - 1     | Industriales de Naucalpan | Claudio Suárez | 17 de febrero | 15:00     |           |           |           |           |
| DESCANSO:       | DESCANSO: | DESCANSO:                 | Lobos MX       | Lobos MX      | Lobos MX  | Lobos MX  | Lobos MX  | Lobos MX  |           |

| Jornada 2              | Jornada 2 | Jornada 2            | Jornada 2               | Jornada 2          | Jornada 2          | Jornada 2          | Jornada 2          | Jornada 2          | Jornada 2 |
| Grupo 2                | Grupo 2   | Grupo 2              | Grupo 2                 | Grupo 2            | Grupo 2            | Grupo 2            | Grupo 2            | Grupo 2            | Grupo 2   |
| Local                  | Resultado | Visitante            | Estadio                 | Fecha              | Hora               |                    |                    |                    |           |
| ---------------------- | --------- | -------------------- | ----------------------- | ------------------ | ------------------ | ------------------ | ------------------ | ------------------ | --------- |
| EFIX Soccer Club       | 0 - 3     | Mezcaleros de Oaxaca | Universidad Veracruzana | 17 de febrero      | 20:00              |                    |                    |                    |           |
| Chapulineros de Oaxaca | 10 - 0    | Inter Ixtapaluca FC  | Independiente MRCI      | 18 de febrero      | 16:15              |                    |                    |                    |           |
| DESCANSO:              | DESCANSO: | DESCANSO:            | Cóndor Fútbol Club      | Cóndor Fútbol Club | Cóndor Fútbol Club | Cóndor Fútbol Club | Cóndor Fútbol Club | Cóndor Fútbol Club |           |

| Jornada 3                 | Jornada 3 | Jornada 3       | Jornada 3             | Jornada 3     | Jornada 3 | Jornada 3 | Jornada 3 | Jornada 3 | Jornada 3 |
| Grupo 1                   | Grupo 1   | Grupo 1         | Grupo 1               | Grupo 1       | Grupo 1   | Grupo 1   | Grupo 1   | Grupo 1   | Grupo 1   |
| Local                     | Resultado | Visitante       | Estadio               | Fecha         | Hora      |           |           |           |           |
| ------------------------- | --------- | --------------- | --------------------- | ------------- | --------- | --------- | --------- | --------- | --------- |
| Lobos MX                  | 0 - 5     | Neza FC         | Deportivo Cartagena   | 26 de febrero | 13:00     |           |           |           |           |
| Industriales de Naucalpan | 3 - 2     | Toros México FC | Alberto Pérez Navarro | 26 de febrero | 15:00     |           |           |           |           |
| DESCANSO:                 | DESCANSO: | DESCANSO:       | RED                   | RED           | RED       | RED       | RED       | RED       |           |

| Jornada 3           | Jornada 3 | Jornada 3              | Jornada 3                 | Jornada 3            | Jornada 3            | Jornada 3            | Jornada 3            | Jornada 3            | Jornada 3 |
| Grupo 2             | Grupo 2   | Grupo 2                | Grupo 2                   | Grupo 2              | Grupo 2              | Grupo 2              | Grupo 2              | Grupo 2              | Grupo 2   |
| Local               | Resultado | Visitante              | Estadio                   | Fecha                | Hora                 |                      |                      |                      |           |
| ------------------- | --------- | ---------------------- | ------------------------- | -------------------- | -------------------- | -------------------- | -------------------- | -------------------- | --------- |
| Inter Ixtapaluca FC | 3 - 0     | EFIX Soccer Club       | La Antorcha               | 25 de febrero        | 16:15                |                      |                      |                      |           |
| Cóndor Fútbol Club  | 2 - 0     | Chapulineros de Oaxaca | Complejo Deportivo Cóndor | 26 de febrero        | 12:00                |                      |                      |                      |           |
| DESCANSO:           | DESCANSO: | DESCANSO:              | Mezcaleros de Oaxaca      | Mezcaleros de Oaxaca | Mezcaleros de Oaxaca | Mezcaleros de Oaxaca | Mezcaleros de Oaxaca | Mezcaleros de Oaxaca |           |

| Jornada 4                 | Jornada 4 | Jornada 4 | Jornada 4             | Jornada 4       | Jornada 4       | Jornada 4       | Jornada 4       | Jornada 4       | Jornada 4 |
| Grupo 1                   | Grupo 1   | Grupo 1   | Grupo 1               | Grupo 1         | Grupo 1         | Grupo 1         | Grupo 1         | Grupo 1         | Grupo 1   |
| Local                     | Resultado | Visitante | Estadio               | Fecha           | Hora            |                 |                 |                 |           |
| ------------------------- | --------- | --------- | --------------------- | --------------- | --------------- | --------------- | --------------- | --------------- | --------- |
| Neza FC                   | 3 - 0     | RED       | Claudio Suárez        | 3 de marzo      | 15:00           |                 |                 |                 |           |
| Industriales de Naucalpan | 2 - 2     | Lobos MX  | Alberto Pérez Navarro | 5 de marzo      | 15:00           |                 |                 |                 |           |
| DESCANSO:                 | DESCANSO: | DESCANSO: | Toros México FC       | Toros México FC | Toros México FC | Toros México FC | Toros México FC | Toros México FC |           |

| Jornada 4              | Jornada 4 | Jornada 4            | Jornada 4                 | Jornada 4           | Jornada 4           | Jornada 4           | Jornada 4           | Jornada 4           | Jornada 4 |
| Grupo 2                | Grupo 2   | Grupo 2              | Grupo 2                   | Grupo 2             | Grupo 2             | Grupo 2             | Grupo 2             | Grupo 2             | Grupo 2   |
| Local                  | Resultado | Visitante            | Estadio                   | Fecha               | Hora                |                     |                     |                     |           |
| ---------------------- | --------- | -------------------- | ------------------------- | ------------------- | ------------------- | ------------------- | ------------------- | ------------------- | --------- |
| Chapulineros de Oaxaca | 11 - 0    | EFIX Soccer Club     | Independiente MRCI        | 4 de marzo          | 16:15               |                     |                     |                     |           |
| Cóndor Fútbol Club     | 4 - 1     | Mezcaleros de Oaxaca | Complejo Deportivo Cóndor | 5 de marzo          | 12:00               |                     |                     |                     |           |
| DESCANSO:              | DESCANSO: | DESCANSO:            | Inter Ixtapaluca FC       | Inter Ixtapaluca FC | Inter Ixtapaluca FC | Inter Ixtapaluca FC | Inter Ixtapaluca FC | Inter Ixtapaluca FC |           |

| Jornada 5 | Jornada 5 | Jornada 5                 | Jornada 5              | Jornada 5   | Jornada 5 | Jornada 5 | Jornada 5 | Jornada 5 | Jornada 5 |
| Grupo 1   | Grupo 1   | Grupo 1                   | Grupo 1                | Grupo 1     | Grupo 1   | Grupo 1   | Grupo 1   | Grupo 1   | Grupo 1   |
| Local     | Resultado | Visitante                 | Estadio                | Fecha       | Hora      |           |           |           |           |
| --------- | --------- | ------------------------- | ---------------------- | ----------- | --------- | --------- | --------- | --------- | --------- |
| RED       | 3 - 2     | Industriales de Naucalpan | "Palillo" Martínez     | 10 de marzo | 14:00     |           |           |           |           |
| Lobos MX  | 0 - 2     | Toros México FC           | Tratados de Teoloyucan | 11 de marzo | 14:00     |           |           |           |           |
| DESCANSO: | DESCANSO: | DESCANSO:                 | Neza FC                | Neza FC     | Neza FC   | Neza FC   | Neza FC   | Neza FC   |           |

| Jornada 5            | Jornada 5 | Jornada 5              | Jornada 5          | Jornada 5        | Jornada 5        | Jornada 5        | Jornada 5        | Jornada 5        | Jornada 5 |
| Grupo 2              | Grupo 2   | Grupo 2                | Grupo 2            | Grupo 2          | Grupo 2          | Grupo 2          | Grupo 2          | Grupo 2          | Grupo 2   |
| Local                | Resultado | Visitante              | Estadio            | Fecha            | Hora             |                  |                  |                  |           |
| -------------------- | --------- | ---------------------- | ------------------ | ---------------- | ---------------- | ---------------- | ---------------- | ---------------- | --------- |
| Inter Ixtapaluca FC  | 0 - 3     | Cóndor Fútbol Club     | La Antorcha        | 10 de marzo      | 16:00            |                  |                  |                  |           |
| Mezcaleros de Oaxaca | 1 - 0     | Chapulineros de Oaxaca | Independiente MRCI | 11 de marzo      | 16:15            |                  |                  |                  |           |
| DESCANSO:            | DESCANSO: | DESCANSO:              | EFIX Soccer Club   | EFIX Soccer Club | EFIX Soccer Club | EFIX Soccer Club | EFIX Soccer Club | EFIX Soccer Club |           |

| Jornada 6       | Jornada 6 | Jornada 6 | Jornada 6                 | Jornada 6                 | Jornada 6                 | Jornada 6                 | Jornada 6                 | Jornada 6                 | Jornada 6 |
| Grupo 1         | Grupo 1   | Grupo 1   | Grupo 1                   | Grupo 1                   | Grupo 1                   | Grupo 1                   | Grupo 1                   | Grupo 1                   | Grupo 1   |
| Local           | Resultado | Visitante | Estadio                   | Fecha                     | Hora                      |                           |                           |                           |           |
| --------------- | --------- | --------- | ------------------------- | ------------------------- | ------------------------- | ------------------------- | ------------------------- | ------------------------- | --------- |
| Toros México FC | 0 - 1     | Neza FC   | Los Pinos                 | 17 de marzo               | 15:00                     |                           |                           |                           |           |
| RED             | 4 - 2     | Lobos MX  | Jesús Martínez "Palillo"  | 20 de marzo               | 14:00                     |                           |                           |                           |           |
| DESCANSO:       | DESCANSO: | DESCANSO: | Industriales de Naucalpan | Industriales de Naucalpan | Industriales de Naucalpan | Industriales de Naucalpan | Industriales de Naucalpan | Industriales de Naucalpan |           |

| Jornada 6           | Jornada 6 | Jornada 6            | Jornada 6               | Jornada 6              | Jornada 6              | Jornada 6              | Jornada 6              | Jornada 6              | Jornada 6 |
| Grupo 2             | Grupo 2   | Grupo 2              | Grupo 2                 | Grupo 2                | Grupo 2                | Grupo 2                | Grupo 2                | Grupo 2                | Grupo 2   |
| Local               | Resultado | Visitante            | Estadio                 | Fecha                  | Hora                   |                        |                        |                        |           |
| ------------------- | --------- | -------------------- | ----------------------- | ---------------------- | ---------------------- | ---------------------- | ---------------------- | ---------------------- | --------- |
| Inter Ixtapaluca FC | 2 - 2     | Mezcaleros de Oaxaca | La Antorcha             | 18 de marzo            | 16:15                  |                        |                        |                        |           |
| EFIX Soccer Club    | 0 - 1     | Cóndor Fútbol Club   | Universidad Veracruzana | 20 de marzo            | 14:00                  |                        |                        |                        |           |
| DESCANSO:           | DESCANSO: | DESCANSO:            | Chapulineros de Oaxaca  | Chapulineros de Oaxaca | Chapulineros de Oaxaca | Chapulineros de Oaxaca | Chapulineros de Oaxaca | Chapulineros de Oaxaca |           |

| Jornada 7                 | Jornada 7 | Jornada 7       | Jornada 7             | Jornada 7   | Jornada 7 | Jornada 7 | Jornada 7 | Jornada 7 | Jornada 7 |
| Grupo 1                   | Grupo 1   | Grupo 1         | Grupo 1               | Grupo 1     | Grupo 1   | Grupo 1   | Grupo 1   | Grupo 1   | Grupo 1   |
| Local                     | Resultado | Visitante       | Estadio               | Fecha       | Hora      |           |           |           |           |
| ------------------------- | --------- | --------------- | --------------------- | ----------- | --------- | --------- | --------- | --------- | --------- |
| RED                       | 0 - 2     | Toros México FC | "Palillo" Martínez    | 24 de marzo | 11:00     |           |           |           |           |
| Industriales de Naucalpan | 0 - 0     | Neza FC         | Alberto Pérez Navarro | 26 de marzo | 15:00     |           |           |           |           |
| DESCANSO:                 | DESCANSO: | DESCANSO:       | Lobos MX              | Lobos MX    | Lobos MX  | Lobos MX  | Lobos MX  | Lobos MX  |           |

| Jornada 7            | Jornada 7 | Jornada 7              | Jornada 7          | Jornada 7          | Jornada 7          | Jornada 7          | Jornada 7          | Jornada 7          | Jornada 7 |
| Grupo 2              | Grupo 2   | Grupo 2                | Grupo 2            | Grupo 2            | Grupo 2            | Grupo 2            | Grupo 2            | Grupo 2            | Grupo 2   |
| Local                | Resultado | Visitante              | Estadio            | Fecha              | Hora               |                    |                    |                    |           |
| -------------------- | --------- | ---------------------- | ------------------ | ------------------ | ------------------ | ------------------ | ------------------ | ------------------ | --------- |
| Inter Ixtapaluca FC  | 0 - 3     | Chapulineros de Oaxaca | La Antorcha        | 24 de marzo        | 16:15              |                    |                    |                    |           |
| Mezcaleros de Oaxaca | 2 - 0     | EFIX Soccer Club       | Independiente MRCI | 25 de marzo        | 16:15              |                    |                    |                    |           |
| DESCANSO:            | DESCANSO: | DESCANSO:              | Cóndor Fútbol Club | Cóndor Fútbol Club | Cóndor Fútbol Club | Cóndor Fútbol Club | Cóndor Fútbol Club | Cóndor Fútbol Club |           |

| Jornada 8       | Jornada 8 | Jornada 8                 | Jornada 8      | Jornada 8   | Jornada 8 | Jornada 8 | Jornada 8 | Jornada 8 | Jornada 8 |
| Grupo 1         | Grupo 1   | Grupo 1                   | Grupo 1        | Grupo 1     | Grupo 1   | Grupo 1   | Grupo 1   | Grupo 1   | Grupo 1   |
| Local           | Resultado | Visitante                 | Estadio        | Fecha       | Hora      |           |           |           |           |
| --------------- | --------- | ------------------------- | -------------- | ----------- | --------- | --------- | --------- | --------- | --------- |
| Toros México FC | 2 - 0     | Industriales de Naucalpan | Los Pinos      | 30 de marzo | 16:00     |           |           |           |           |
| Neza FC         | 6 - 0     | Lobos MX                  | Claudio Suárez | 31 de marzo | 15:00     |           |           |           |           |
| DESCANSO:       | DESCANSO: | DESCANSO:                 | RED            | RED         | RED       | RED       | RED       | RED       |           |

| Jornada 8              | Jornada 8 | Jornada 8           | Jornada 8               | Jornada 8            | Jornada 8            | Jornada 8            | Jornada 8            | Jornada 8            | Jornada 8 |
| Grupo 2                | Grupo 2   | Grupo 2             | Grupo 2                 | Grupo 2              | Grupo 2              | Grupo 2              | Grupo 2              | Grupo 2              | Grupo 2   |
| Local                  | Resultado | Visitante           | Estadio                 | Fecha                | Hora                 |                      |                      |                      |           |
| ---------------------- | --------- | ------------------- | ----------------------- | -------------------- | -------------------- | -------------------- | -------------------- | -------------------- | --------- |
| Chapulineros de Oaxaca | 3 - 1     | Cóndor Fútbol Club  | Independiente MRCI      | 1 de abril           | 16:15                |                      |                      |                      |           |
| EFIX Soccer Club       | 1 - 4     | Inter Ixtapaluca FC | Universidad Veracruzana | 3 de abril           | 16:00                |                      |                      |                      |           |
| DESCANSO:              | DESCANSO: | DESCANSO:           | Mezcaleros de Oaxaca    | Mezcaleros de Oaxaca | Mezcaleros de Oaxaca | Mezcaleros de Oaxaca | Mezcaleros de Oaxaca | Mezcaleros de Oaxaca |           |

| Jornada 9 | Jornada 9 | Jornada 9                 | Jornada 9              | Jornada 9       | Jornada 9       | Jornada 9       | Jornada 9       | Jornada 9       | Jornada 9 |
| Grupo 1   | Grupo 1   | Grupo 1                   | Grupo 1                | Grupo 1         | Grupo 1         | Grupo 1         | Grupo 1         | Grupo 1         | Grupo 1   |
| Local     | Resultado | Visitante                 | Estadio                | Fecha           | Hora            |                 |                 |                 |           |
| --------- | --------- | ------------------------- | ---------------------- | --------------- | --------------- | --------------- | --------------- | --------------- | --------- |
| RED       | 1 - 5     | Neza FC                   | "Palillo" Martínez     | 14 de abril     | 14:00           |                 |                 |                 |           |
| Lobos MX  | 1 - 4     | Industriales de Naucalpan | Tratados de Teoloyucan | 15 de abril     | 15:00           |                 |                 |                 |           |
| DESCANSO: | DESCANSO: | DESCANSO:                 | Toros México FC        | Toros México FC | Toros México FC | Toros México FC | Toros México FC | Toros México FC |           |

| Jornada 9            | Jornada 9 | Jornada 9              | Jornada 9               | Jornada 9           | Jornada 9           | Jornada 9           | Jornada 9           | Jornada 9           | Jornada 9 |
| Grupo 2              | Grupo 2   | Grupo 2                | Grupo 2                 | Grupo 2             | Grupo 2             | Grupo 2             | Grupo 2             | Grupo 2             | Grupo 2   |
| Local                | Resultado | Visitante              | Estadio                 | Fecha               | Hora                |                     |                     |                     |           |
| -------------------- | --------- | ---------------------- | ----------------------- | ------------------- | ------------------- | ------------------- | ------------------- | ------------------- | --------- |
| Mezcaleros de Oaxaca | 2 - 2     | Cóndor Fútbol Club     | Independiente MRCI      | 14 de abril         | 16:15               |                     |                     |                     |           |
| EFIX Soccer Club     | 0 - 4     | Chapulineros de Oaxaca | Universidad Veracruzana | 15 de abril         | 13:00               |                     |                     |                     |           |
| DESCANSO:            | DESCANSO: | DESCANSO:              | Inter Ixtapaluca FC     | Inter Ixtapaluca FC | Inter Ixtapaluca FC | Inter Ixtapaluca FC | Inter Ixtapaluca FC | Inter Ixtapaluca FC |           |

| Jornada 10                | Jornada 10 | Jornada 10 | Jornada 10                      | Jornada 10  | Jornada 10 | Jornada 10 | Jornada 10 | Jornada 10 | Jornada 10 |
| Grupo 1                   | Grupo 1    | Grupo 1    | Grupo 1                         | Grupo 1     | Grupo 1    | Grupo 1    | Grupo 1    | Grupo 1    | Grupo 1    |
| Local                     | Resultado  | Visitante  | Estadio                         | Fecha       | Hora       |            |            |            |            |
| ------------------------- | ---------- | ---------- | ------------------------------- | ----------- | ---------- | ---------- | ---------- | ---------- | ---------- |
| Toros México FC           | 6 - 2      | Lobos MX   | Deportivo Valentin Gomez Farias | 21 de abril | 12:00      |            |            |            |            |
| Industriales de Naucalpan | 2 - 1      | RED        | Alberto Pérez Navarro           | 23 de abril | 12:00      |            |            |            |            |
| DESCANSO:                 | DESCANSO:  | DESCANSO:  | Neza FC                         | Neza FC     | Neza FC    | Neza FC    | Neza FC    | Neza FC    |            |

| Jornada 10             | Jornada 10 | Jornada 10           | Jornada 10                | Jornada 10       | Jornada 10       | Jornada 10       | Jornada 10       | Jornada 10       | Jornada 10 |
| Grupo 2                | Grupo 2    | Grupo 2              | Grupo 2                   | Grupo 2          | Grupo 2          | Grupo 2          | Grupo 2          | Grupo 2          | Grupo 2    |
| Local                  | Resultado  | Visitante            | Estadio                   | Fecha            | Hora             |                  |                  |                  |            |
| ---------------------- | ---------- | -------------------- | ------------------------- | ---------------- | ---------------- | ---------------- | ---------------- | ---------------- | ---------- |
| Chapulineros de Oaxaca | 3 - 0      | Mezcaleros de Oaxaca | Independiente MRCI        | 22 de abril      | 16:15            |                  |                  |                  |            |
| Cóndor Fútbol Club     | 7 - 0      | Inter Ixtapaluca FC  | Complejo Deportivo Cóndor | 23 de abril      | 12:00            |                  |                  |                  |            |
| DESCANSO:              | DESCANSO:  | DESCANSO:            | EFIX Soccer Club          | EFIX Soccer Club | EFIX Soccer Club | EFIX Soccer Club | EFIX Soccer Club | EFIX Soccer Club |            |

## Tabla de clasificación por grupos

### Grupo 1
| Pos. | Equipo                    | Pts. | PJ | G | E | P | GF | GC | Dif. |
| ---- | ------------------------- | ---- | -- | - | - | - | -- | -- | ---- |
| 1    | Neza FC                   | 21   | 8  | 7 | 1 | 0 | 26 | 3  | +23  |
| 2    | Toros México FC           | 15   | 8  | 5 | 0 | 3 | 17 | 14 | +3   |
| 3    | Industriales de Naucalpan | 10   | 8  | 3 | 2 | 3 | 14 | 14 | 0    |
| 4    | RED                       | 9    | 8  | 3 | 0 | 5 | 13 | 19 | −6   |
| 5    | Lobos MX                  | 1    | 8  | 0 | 1 | 7 | 9  | 33 | −24  |

Actualizado a los partidos jugados el 3 de marzo de 2023.
 Fuente: 
Criterios de clasificación: Puntos · Diferencia de goles · Goles a favor

#### Evolución de la clasificación
Fecha de actualización: 26 de febrero de 2023 
| Equipo / Jornada | 01 | 02 | 03 | 04 | 05 | 06 | 07 | 08 | 09 | 10 |
| ---------------- | -- | -- | -- | -- | -- | -- | -- | -- | -- | -- |
| Neza FC          | 2  | 1  | 1  | 1  | 1  |    |    |    |    |    |
| RED              | 1  | 2  | 2* |    |    |    |    |    |    |    |
| Industriales     | 3* | 5  | 3  |    |    |    |    |    |    |    |
| Toros México     | 5  | 3  | 4  | *  |    |    |    |    |    |    |
| Lobos MX         | 4  | 4* | 5  |    |    |    |    |    |    |    |

### Grupo 2
| Pos. | Equipo                       | Pts. | PJ | G | E | P | GF | GC | Dif. |
| ---- | ---------------------------- | ---- | -- | - | - | - | -- | -- | ---- |
| 1    | Cóndor FC                    | 19   | 8  | 6 | 1 | 1 | 29 | 6  | +23  |
| 2    | Chapulineros de Oaxaca       | 18   | 8  | 6 | 0 | 2 | 34 | 4  | +30  |
| 3    | Mezcaleros de Oaxaca         | 11   | 8  | 3 | 2 | 3 | 11 | 14 | −3   |
| 4    | Inter Ixtapaluca Fútbol Club | 10   | 8  | 3 | 1 | 4 | 12 | 26 | −14  |
| 5    | EFIX Soccer Club             | 0    | 8  | 0 | 0 | 8 | 1  | 37 | −36  |

Actualizado a los partidos jugados el 12 de febrero de 2023.
 Fuente: 
Criterios de clasificación: Puntos · Diferencia de goles · Goles a favor

#### Evolución de la clasificación
Fecha de actualización: 26 de febrero de 2023 
| Equipo / Jornada | 01 | 02 | 03 | 04 | 05 | 06 | 07 | 08 | 09 | 10 |
| ---------------- | -- | -- | -- | -- | -- | -- | -- | -- | -- | -- |
| Cóndor           | 1  | 2* | 1  |    |    |    |    |    |    |    |
| Inter            | 2  | 4  | 2  | *  |    |    |    |    |    |    |
| Chapulineros     | 3* | 1  | 3  |    |    |    |    |    |    |    |
| Mezcaleros       | 4  | 3  | 4* |    |    |    |    |    |    |    |
| EFIX             | 5  | 5  | 5  |    |    |    |    |    |    |    |

## Tabla General
| Pos. | Equipo                    | Pts. | PJ | G | E | P | GF | GC | Dif. | Clasificación |
| ---- | ------------------------- | ---- | -- | - | - | - | -- | -- | ---- | ------------- |
| 1    | Neza F. C.                | 21   | 8  | 7 | 1 | 0 | 26 | 3  | +23  | Semifinales.  |
| 2    | Cóndor FC                 | 19   | 8  | 6 | 1 | 1 | 29 | 6  | +23  | Semifinales.  |
| 3    | Chapulineros de Oaxaca    | 18   | 8  | 6 | 0 | 2 | 34 | 4  | +30  | Repechaje.    |
| 4    | Toros México FC           | 15   | 8  | 5 | 0 | 3 | 17 | 14 | +3   | Repechaje.    |
| 5    | Mezcaleros de Oaxaca      | 11   | 8  | 3 | 2 | 3 | 11 | 14 | −3   | Repechaje.    |
| 6    | Industriales de Naucalpan | 10   | 8  | 3 | 2 | 3 | 14 | 14 | 0    | Repechaje.    |
| 7    | Inter Ixtapaluca FC       | 10   | 8  | 3 | 1 | 4 | 12 | 26 | −14  | Eliminado.    |
| 8    | RED                       | 9    | 8  | 3 | 0 | 5 | 12 | 19 | −7   | Eliminado.    |
| 9    | Lobos MX                  | 1    | 8  | 0 | 1 | 7 | 9  | 33 | −24  | Eliminado.    |
| 10   | EFIX Soccer Club          | 0    | 8  | 0 | 0 | 8 | 1  | 37 | −36  | Eliminado.    |

Actualizado a los partidos jugados el 14 de abril de 2023.
 Fuente: LBM
Criterios de clasificación: Puntos · Diferencia de goles · Goles a favor · Play-off

## Liguilla
|  | Repechaje                | Repechaje                | Repechaje                |              |   | Semifinales                                        | Semifinales                                        | Semifinales                                        | Semifinales                                        | Semifinales                                        |  |   | Final                   | Final                   | Final                   | Final                   | Final                   |  |
|  | 28 y 29 de abril de 2023 | 28 y 29 de abril de 2023 | 28 y 29 de abril de 2023 |              |   | 5 y 6 de mayo, ida y 12 y 14 de mayo, vuelta, 2023 | 5 y 6 de mayo, ida y 12 y 14 de mayo, vuelta, 2023 | 5 y 6 de mayo, ida y 12 y 14 de mayo, vuelta, 2023 | 5 y 6 de mayo, ida y 12 y 14 de mayo, vuelta, 2023 | 5 y 6 de mayo, ida y 12 y 14 de mayo, vuelta, 2023 |  |   | 20 y 27 de mayo de 2023 | 20 y 27 de mayo de 2023 | 20 y 27 de mayo de 2023 | 20 y 27 de mayo de 2023 | 20 y 27 de mayo de 2023 |  |
|  |                          |                          |                          |              |   |                                                    |                                                    |                                                    |                                                    |                                                    |  |   |                         |                         |                         |                         |                         |  |
|  |                          |                          |                          |              |   |                                                    |                                                    |                                                    |                                                    |                                                    |  |   |                         |                         |                         |                         |                         |  |
|  |                          |                          |                          |              |   |                                                    |                                                    |                                                    |                                                    |                                                    |  |   |                         |                         |                         |                         |                         |  |
|  |                          |                          |                          |              |   |                                                    |                                                    |                                                    |                                                    |                                                    |  |   |                         |                         |                         |                         |                         |  |
|  |                          |                          |                          |              |   |                                                    |                                                    |                                                    |                                                    |                                                    |  |   |                         |                         |                         |                         |                         |  |
|  |                          | 1                        | Neza F. C.               | 1            | 2 | 3                                                  |                                                    |                                                    |                                                    |                                                    |  |   |                         |                         |                         |                         |                         |  |
|  |                          |                          |                          | 1            | 2 | 3                                                  |                                                    |                                                    |                                                    |                                                    |  |   |                         |                         |                         |                         |                         |  |
|  |                          |                          | 4                        | Toros México | 1 | 1                                                  | 2                                                  |                                                    |                                                    |                                                    |  |   |                         |                         |                         |                         |                         |  |
|  | 5                        | Toros México             | 4                        | Toros México | 1 | 1                                                  | 2                                                  | 5                                                  |                                                    |                                                    |  |   |                         |                         |                         |                         |                         |  |
|  | 5                        | Toros México             |                          |              |   |                                                    |                                                    |                                                    |                                                    |                                                    |  |   |                         |                         |                         |                         |                         |  |
|  | 4                        | Mezcaleros               | 0                        |              |   |                                                    |                                                    |                                                    |                                                    |                                                    |  |   |                         |                         |                         |                         |                         |  |
|  | 4                        | Mezcaleros               | 0                        |              |   |                                                    |                                                    |                                                    |                                                    |                                                    |  | 1 | Neza F. C.              | 2                       | 1                       | 3                       |                         |  |
|  |                          |                          |                          |              |   |                                                    |                                                    |                                                    |                                                    |                                                    |  | 1 | Neza F. C.              | 2                       | 1                       | 3                       |                         |  |
|  |                          |                          | 3                        | Chapulineros | 3 | 1                                                  | 4                                                  |                                                    |                                                    |                                                    |  |   |                         |                         |                         |                         |                         |  |
|  |                          |                          | 3                        | Chapulineros | 3 | 1                                                  | 4                                                  |                                                    |                                                    |                                                    |  |   |                         |                         |                         |                         |                         |  |
|  |                          |                          |                          |              |   |                                                    |                                                    |                                                    |                                                    |                                                    |  |   |                         |                         |                         |                         |                         |  |
|  |                          |                          |                          |              |   |                                                    |                                                    |                                                    |                                                    |                                                    |  |   |                         |                         |                         |                         |                         |  |
|  |                          | 2                        | Cóndor F.C.              | 0            | 2 | 2                                                  |                                                    |                                                    |                                                    |                                                    |  |   |                         |                         |                         |                         |                         |  |
|  |                          |                          |                          | 0            | 2 | 2                                                  |                                                    |                                                    |                                                    |                                                    |  |   |                         |                         |                         |                         |                         |  |
|  |                          |                          | 3                        | Chapulineros | 3 | 1                                                  | 4                                                  |                                                    |                                                    |                                                    |  |   |                         |                         |                         |                         |                         |  |
|  | 3                        | Chapulineros             | 3                        | Chapulineros | 3 | 1                                                  | 4                                                  | 8                                                  |                                                    |                                                    |  |   |                         |                         |                         |                         |                         |  |
|  | 3                        | Chapulineros             |                          |              |   |                                                    |                                                    |                                                    |                                                    |                                                    |  |   |                         |                         |                         |                         |                         |  |
|  | 6                        | Industriales             | 0                        |              |   |                                                    |                                                    |                                                    |                                                    |                                                    |  |   |                         |                         |                         |                         |                         |  |
|  | 6                        | Industriales             | 0                        |              |   |                                                    |                                                    |                                                    |                                                    |                                                    |  |   |                         |                         |                         |                         |                         |  |
|  |                          |                          |                          |              |   |                                                    |                                                    |                                                    |                                                    |                                                    |  |   |                         |                         |                         |                         |                         |  |

### Repechaje
| 28 de abril | Toros México FC                                   | 5 : 0 | Mezcaleros de Oaxaca | Deportivo Valentin Gomez Farias, Ciudad de México, Ciudad de México |  |
| 10:00       | Castillo 13', 41', 57' · Oteo 25' · Mondragón 54' |       |                      |                                                                     |  |

| 29 de abril | Chapulineros de Oaxaca                                                                    | 8 : 0 | Industriales de Naucalpan | Estadio Independiente MRCI, San Jerónimo Tlacochahuaya, Oaxaca |  |
| 12:00       | Estala 29', 39', 58' · Ávalos 31' · Maldonado 55' · Lojero 67' · Arellano 70' · Rojas 86' |       |                           |                                                                |  |

### Semifinales
| 5 de mayo de 2023 | Toros México FC | 1:1 | Neza F. C. | Deportivo Valentin Gomez Farias, Ciudad de México, Ciudad de México |  |
| 11:00             |                 |     |            |                                                                     |  |

| 12 de mayo de 2023 | Neza F. C. | 2:1 | Toros México FC | Claudio Suárez, Texcoco, Estado de México |  |
| 15:00              |            |     |                 |                                           |  |

| 6 de mayo de 2023 | Chapulineros de Oaxaca | 3:0 | Cóndor FC | Estadio Independiente MRCI, San Jerónimo Tlacochahuaya, Oaxaca |  |
| 12:00             |                        |     |           |                                                                |  |

| 14 de mayo de 2023 | Cóndor FC | 2:1 | Chapulineros de Oaxaca | Complejo Deportivo Cóndor, Puebla |  |
| 12:00              |           |     |                        |                                   |  |

### Final
| 20 de mayo | Chapulineros de Oaxaca | 3:2     | Neza F. C. | Estadio Tecnológico de Oaxaca, Oaxaca de Juárez, Oaxaca |                                |
| 17:00      |                        | Reporte |            | Asistencia: 4 000 espectadores                          | Asistencia: 4 000 espectadores |

| 27 de mayo | Neza F. C. | 1:1 | Chapulineros de Oaxaca | Estadio Los Pinos, Cuautitlán, Estado de México |  |
| 16:00      |            |     |                        |                                                 |  |

## Estadísticas

### Máximos goleadores
Lista con los máximos goleadores del torneo.

Fecha de actualización: 5 de marzo de 2023
| Posición | Jugador            | Club                         | Goles |
| -------- | ------------------ | ---------------------------- | ----- |
| 1°       | Víctor Lojero      | Chapulineros de Oaxaca       | 16    |
| 2°       | Vicente Morales    | Neza FC                      | 8     |
| 3°       | Alfonso Nieto      | Neza FC                      | 7     |
| 4°       | Jorge Padilla      | Cóndor Fútbol Club           | 5     |
| 5°       | Donys Rodríguez    | Cóndor Fútbol Club           | 5     |
| 6°       | Gilberto Castillo  | Proyecto RED                 | 5     |
| 7°       | Hugo Amaro         | Inter Ixtapaluca Fútbol Club | 4     |
| 8°       | Luis Páez          | Neza FC                      | 3     |
| 9°       | Yoset Gerónimo     | Neza FC                      | 3     |
| 10°      | Omar Arellano      | Chapulineros de Oaxaca       | 3     |
| 11°      | Gustavo Hernández  | Inter Ixtapaluca Fútbol Club | 3     |
| 12°      | Milton Lemus       | Neza FC                      | 2     |
| 13°      | Uziel Macias       | Neza FC                      | 2     |
| 14°      | Reyes López        | Cóndor Fútbol Club           | 2     |
| 15°      | Jhon Cossio        | Cóndor Fútbol Club           | 2     |
| 16°      | Kevin Bautista     | Cóndor Fútbol Club           | 2     |
| 17°      | Christian Pérez    | Chapulineros de Oaxaca       | 2     |
| 18°      | José Maldonado     | Chapulineros de Oaxaca       | 2     |
| 19°      | Edder Mondragón    | Toros México FC              | 2     |
| 20°      | Hugo Dávila        | Toros México FC              | 2     |
| 21°      | Enrique Mondragón  | Toros México FC              | 2     |
| 22°      | Daniel Romero      | Toros México FC              | 2     |
| 23°      | Kevin Ruíz         | Mezcaleros de Oaxaca         | 2     |
| 24°      | Luis Hernández     | Inter Ixtapaluca Fútbol Club | 2     |
| 25°      | Juan Fajardo       | Proyecto RED                 | 2     |
| 26°      | Armando Terrazas   | Neza FC                      | 1     |
| 27°      | Abraham Padilla    | Cóndor Fútbol Club           | 1     |
| 28°      | Stanly Sánchez     | Cóndor Fútbol Club           | 1     |
| 29°      | Orlando González   | Cóndor Fútbol Club           | 1     |
| 30°      | Edgardo Grajales   | Cóndor Fútbol Club           | 1     |
| 31°      | Rogelio Miramontes | Chapulineros de Oaxaca       | 1     |
| 32°      | Juan Manclares     | Chapulineros de Oaxaca       | 1     |
| 33°      | Donato Estala      | Chapulineros de Oaxaca       | 1     |
| 34°      | Miguel Rojas       | Chapulineros de Oaxaca       | 1     |
| 35°      | David Ávalos       | Chapulineros de Oaxaca       | 1     |
| 36°      | Richard Ruíz       | Chapulineros de Oaxaca       | 1     |
| 37°      | Edgar Medina       | Toros México FC              | 1     |
| 38°      | Edwin Castillo     | Toros México FC              | 1     |
| 39°      | Luis Alavés        | Mezcaleros de Oaxaca         | 1     |
| 40°      | Arif Viedma        | Mezcaleros de Oaxaca         | 1     |
| 41°      | Dominik Aquino     | Mezcaleros de Oaxaca         | 1     |
| 42°      | Luis Cruz          | Mezcaleros de Oaxaca         | 1     |
| 43°      | Josh Jiménez       | Mezcaleros de Oaxaca         | 1     |
| 44°      | Juan Ruíz          | Mezcaleros de Oaxaca         | 1     |
| 45°      | César Delgado      | Mezcaleros de Oaxaca         | 1     |
| 46°      | Tiyeith Almazán    | Inter Ixtapaluca Fútbol Club | 1     |
| 47°      | Rotsen Téllez      | Inter Ixtapaluca Fútbol Club | 1     |
| 48°      | Gilberto Lozano    | Inter Ixtapaluca Fútbol Club | 1     |
| 49°      | Jiatzy Pineda      | Proyecto RED                 | 1     |
| 50°      | Juan Neira         | Proyecto RED                 | 1     |
| 51°      | Oliver Araiza      | Proyecto RED                 | 1     |
| 52°      | Daniel Carrillo    | Proyecto RED                 | 1     |
| 53°      | Natanael Pineda    | Proyecto RED                 | 1     |